# Hervé IV de Donzy
Hervé IV de Donzy (mort en 1222) est seigneur de Donzy (1187-1222) et comte de Nevers de 1199 à 1222.

## Biographie

### Jeunesse
Son père est Hervé III († 1187), seigneur de Donzy, Saint-Aignan et Gien. Sa mère, qui est la première femme de son père, est Mathilde Gouët dame de Montmirail, fille de Guillaume IV « Gouët » (1125-1171) d'Alluyes et d'Isabelle de Blois, fille de Thibaud IV.
Il est le quatrième des sept enfants de ses parents et a pour frères et sœurs :
- Guillaume "Goët" de Donzy († Acre 1191), seigneur de Gien, fait une donation à l'abbaye de Reigny ;
- Philippe de Donzy († 1206), seigneur de Gien, épouse Alix de Courtz-les-Barres ;
- Geoffroy de Donzy : prieur de la succursale du prieuré Notre-Dame de La Charité-sur-Loire (maison-fille de l'abbaye de Cluny), il est déposé et excommunié[4] ;
- Renaud de Montmirail († bataille d'Andrinople 18 avril 1205), seigneur de Montmirail ;
- Marguerite de Donzy († après mai 1202)[5] ; épouse Gervais, comte de Châteauneuf-en-Thymerais[6] ;
- Alix de Donzy († après 1200).

Il devient seigneur de Donzy à la mort de son père Hervé III en 1187.

### Seigneur de Donzy
En tant que seigneur d’Alluyes, il confirme les droits du prieuré Saint-Jean de Brou sur ses terres et accorde des libertés aux moines de Saint-Romain de Brou ("monachis S. Romani de Braiolo") avant le 30 mars 1197 - date à laquelle son frère confirme ces libertés.
Vassal de Pierre II de Courtenay comte de Nevers, d'Auxerre et de Tonnerre, il se révolte contre lui pour la possession du château de Gien, le bat aux abords de l'abbaye Saint-Laurent près de Cosne-sur-Loire et le fait prisonnier le 3 août 1199. Pour sa libération, Pierre est contraint de céder la main de sa fille Mathilde avec en dot le comté de Nevers, un arrangement approuvé par le roi Philippe II en novembre 1199. Pierre de Courtenay garde à titre viager les comtés d'Auxerre et de Tonnerre.
Le pape refuse d'abord d'accorder la dispense de consanguinité pour le mariage. Pour l'amadouer, de concert avec Mahaut, il fonde en 1209 la Chartreuse de Bellary, et en 1211 l'abbaye de l'Épeau (relevant de l’abbaye cistercienne du Val-des-Choues) et celle de Coche. Le pape ne délivre sa dispense que le 20 octobre 1213, en imposant à Hervé participer à plusieurs croisades.
Il se joint aussi en 1208 à la croisade des albigeois aux côtés entre autres de son voisin et rival le duc Eudes III de Bourgogne. Il participe aux prises de Béziers et de Carcassonne, mais refuse la possession des vicomtés de Béziers et de Carcassonne qui lui sont proposés. Les quarante jours de service dus au suzerain écoulés, il refuse de combattre plus longtemps pour la croisade et retourne dans son comté.
En 1210, Eudes III de Bourgogne lui cède Liernais (à 10 km au sud-est de Saulieu).[réf. souhaitée]
Il combat également à Bouvines (1214) du côté flamand, participe à la campagne d'Angleterre visant à mettre Louis de France sur le trône de ce pays, à la cinquième croisade (1217), puis au siège de Marmande.
En 1217, son beau-père Pierre II de Courtenay, qui part prendre la couronne de l'empire latin de Constantinople, lui cède le comté de Tonnerre, probablement contre une somme d'argent[réf. souhaitée]. Il hérite ensuite du comté d'Auxerre à la mort de ce dernier en 1219.
En 1219, il participe à la cinquième croisade et combat au siège de Damiette, mais abandonne l'armée des Francs pour rentrer en Europe lorsqu'il apprend la mort de son beau-père Pierre II de Courtenay afin de récupérer ses terres.
Mort empoisonné le 23 janvier 1222, il est d'abord enterré au château de Saint-Aignan, puis à l'abbaye de Pontigny.

### Mariage et postérité
Il épouse en octobre 1199 Mathilde de Courtenay (~1188-† 29 juillet 1257), qui a environ 11 ans. Mathilde est la seule enfant de Pierre II, seigneur de Courtenay (1183) et empereur de Constantinople (1216) ; et de la première femme de Pierre, Agnès Ire de Nevers, comtesse d'Auxerre, de Tonnerre et de Nevers. Mathilde prend la succession de sa mère en 1194 et devient comtesse d'Auxerre, de Tonnerre et de Nevers, sous la tutelle de son père (elle n'a qu'environ 14 ans).
Hervé IV de Donzy et Mathilde de Courtenay sont consanguins au 4e degré : deux arrière-grands-mères (Mathilde de Sponheim ou Mahaut de Carinthie, mariée à Thibaud IV de Champagne (1093-1151), pour Hervé ; et (Adela)Ide (Ida) de Sponheim (ou de Carinthie), mariée à Guillaume III de Nevers († 1161), pour Mathilde) étaient sœurs, avec pour parents Engelbert de Sponheim duc de Carinthie et (Ide ?) de Passau. Une dispense papale est émise en 1213.
Ils ont deux enfants connus :
- Guillaume, mort entre 1207 et 1214, fiancé à Béatrice de Viennois ;
- Agnès II († 1225[1] ou 1237[réf. souhaitée]), comtesse de Nevers, mariée en 1223 à Guy de Châtillon, comte de Saint-Pol[21].

Quatre ans après la mort de Hervé, Mathilde épouse Guy IV, comte de Forez.